# Theretra clotho
Espèce
Theretra clotho est une espèce d'insectes lépidoptères de la famille des Sphingidae, de la sous-famille des Macroglossinae, de la tribu des Macroglossini, de la sous-tribu des Choerocampina et du genre Theretra.

## Description
L'envergure est 70-100 mm. La tête et le thorax sont brun-verdâtre, avec une bande latérale blanche allant du palpe à l'arrière du thorax. L'abdomen est brun-verdâtre, avec une tache latérale noire près du thorax. Les ailes antérieures sont brun grisâtre avec une bande oblique marron nette allant de la marge intérieure au sommet et une tache noire discale bien marquée. Les ailes postérieures sont noires à la base et marron en périphérie, avec une tache à l'angle anal. Les antennes et les pattes sont blanches.

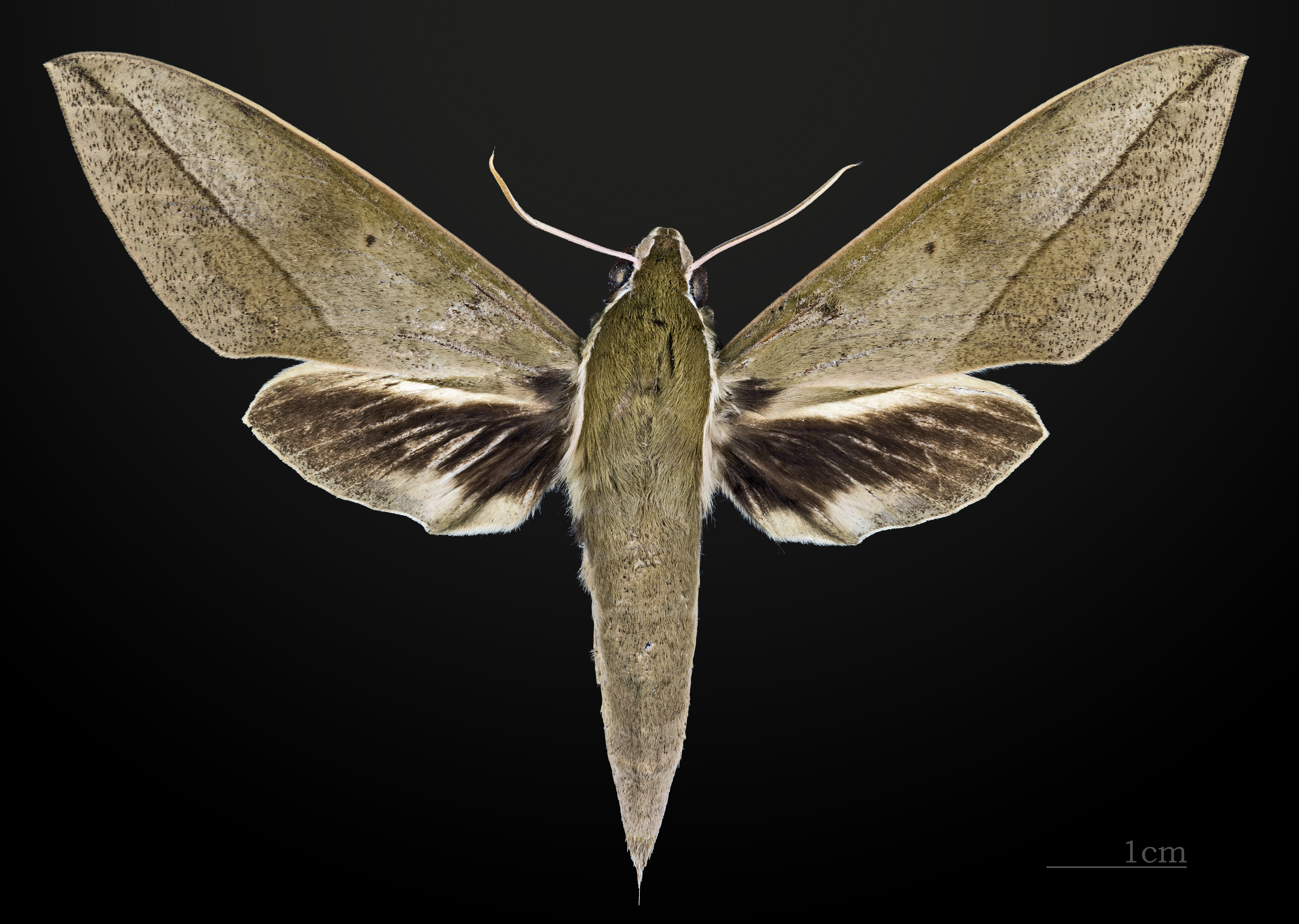
♂ face dorsale MHNT
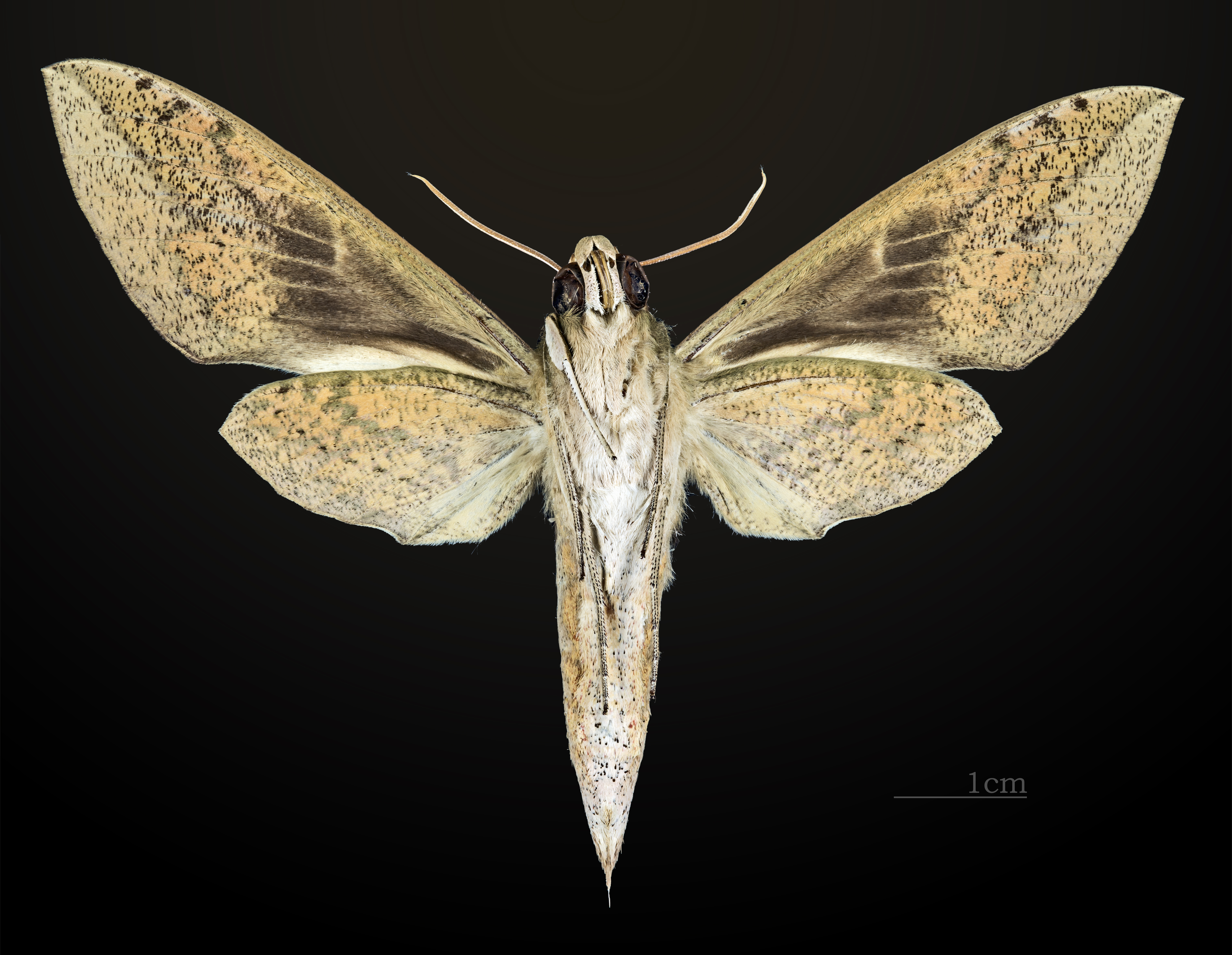
♂ revers MHNT
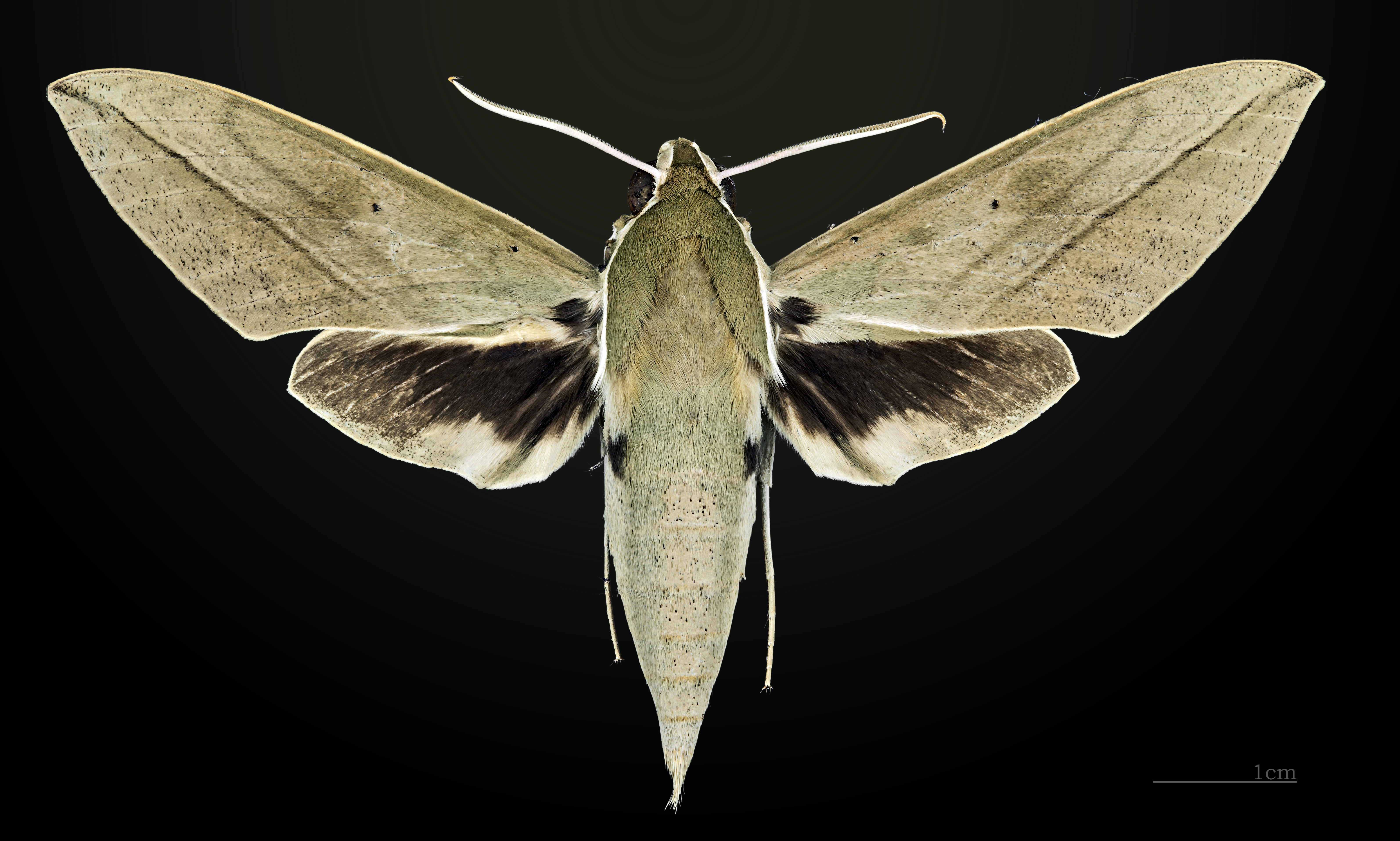
♀ face dorsale MHNT
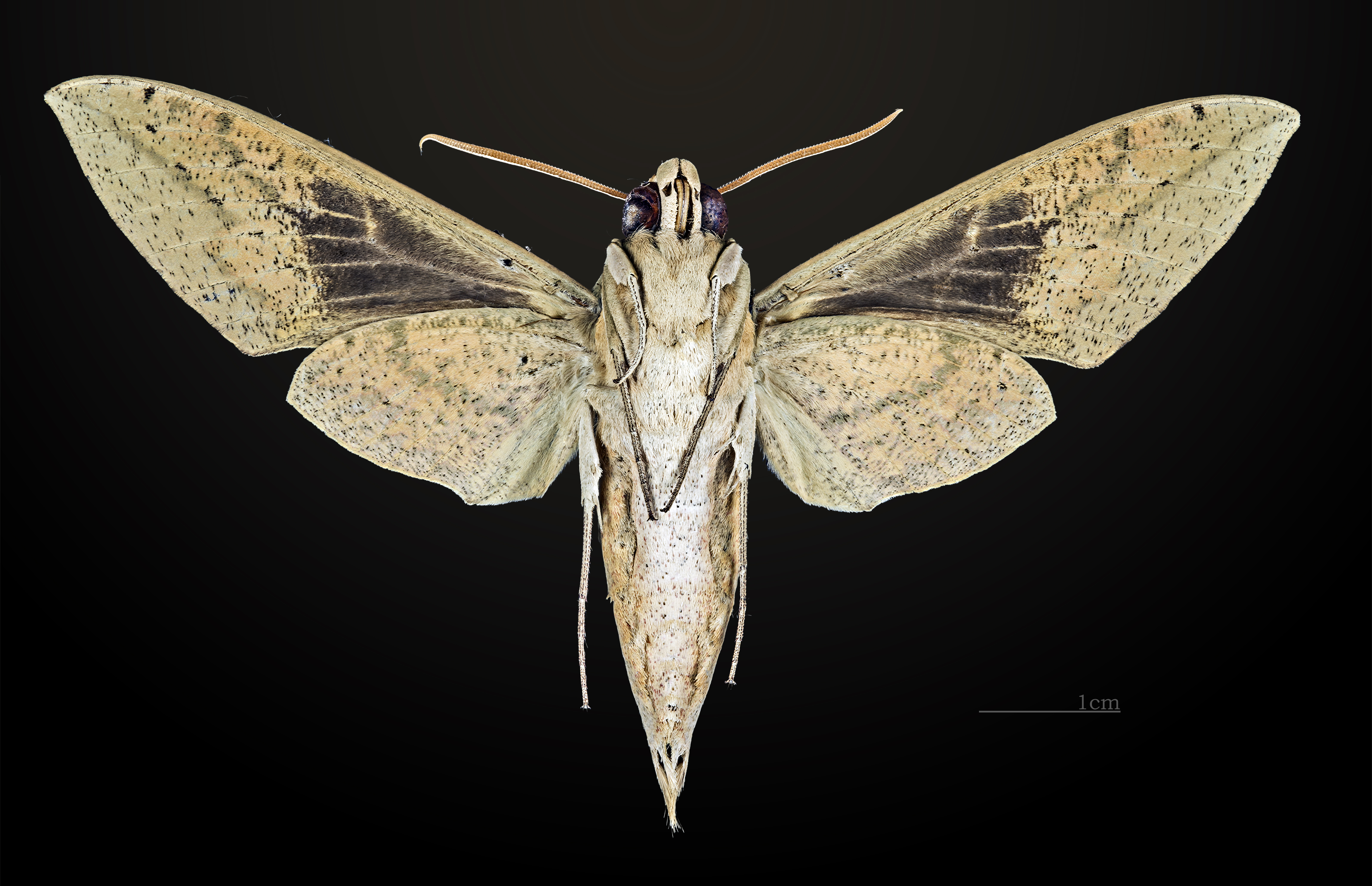
♀ revers MHNT

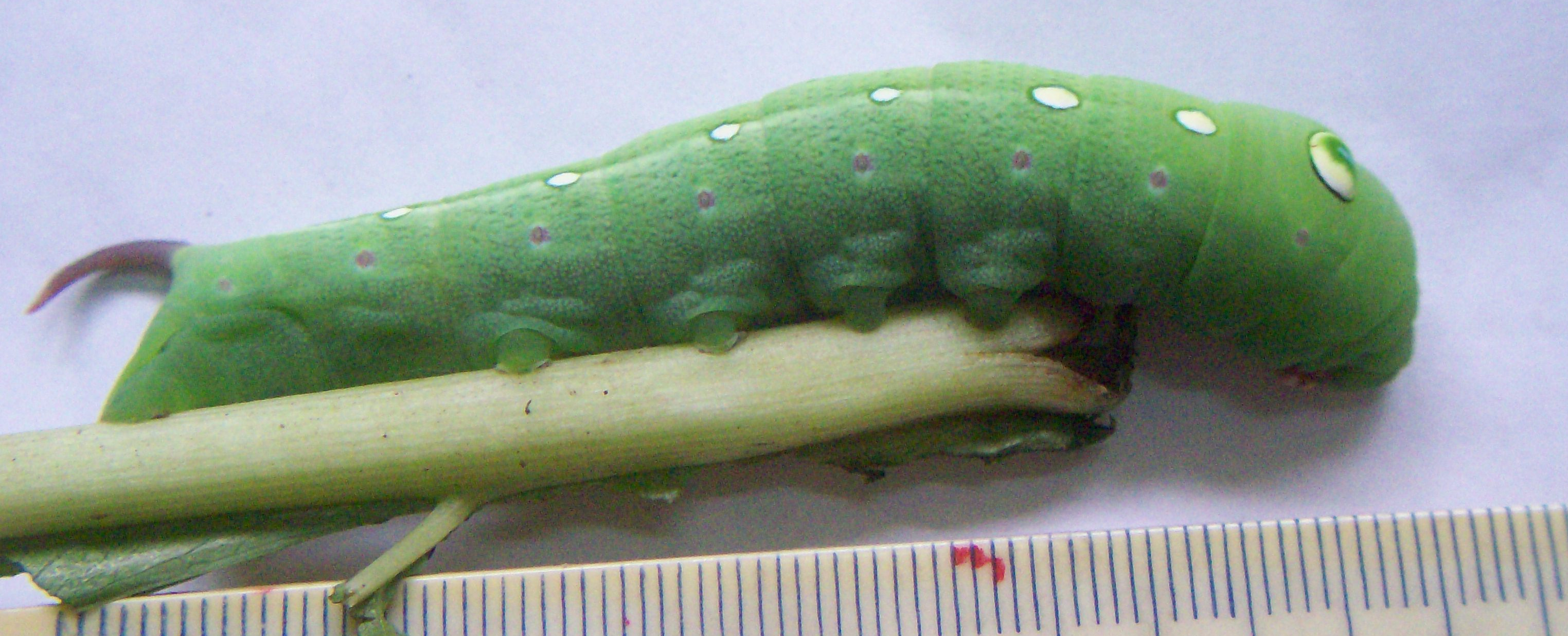
Dernier stade de développement pour la chenille
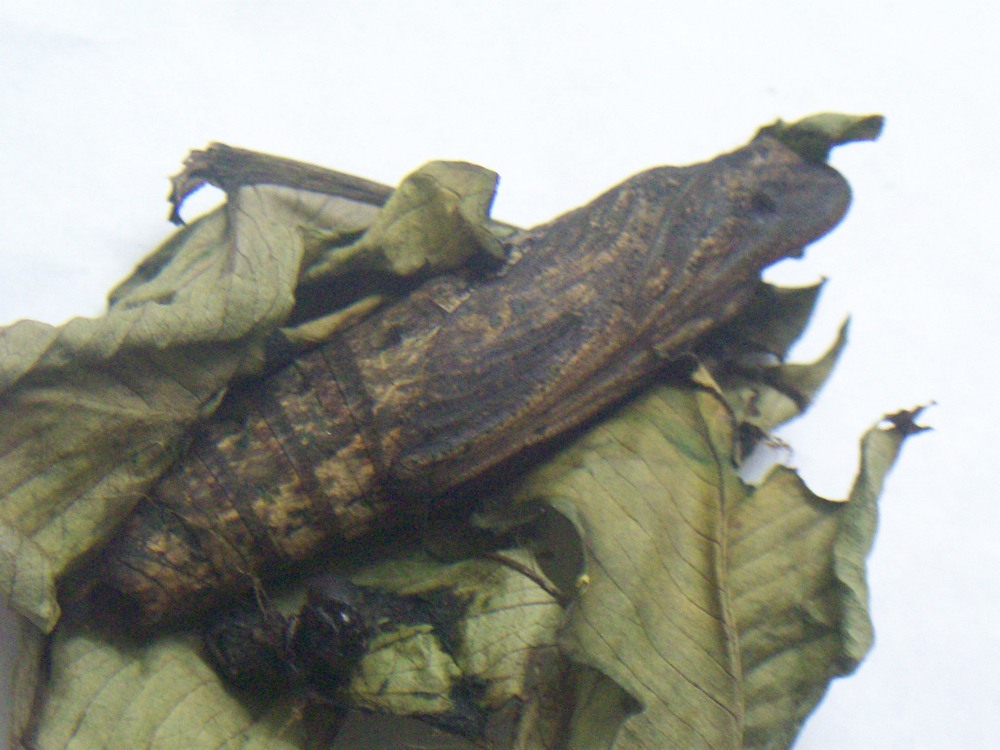
Chrysalide

## Biologie
À Hong Kong, les adultes volent en plusieurs générations par an (pics à la mi-avril, fin mai, mi-août et mi-octobre). En Corée, les adultes volent en août. En général cependant, les adultes volent d'avril ou mai à octobre sur toute l'Asie du Sud.

### Alimentation
Les chenilles se nourrissent des genres Amorphophallus, Hibiscus, Parthenocissus, Saurauia et Vitis dans le Guangdong et à Hong Kong. Mais aussi Cissus, ainsi que Ampelopsis glandulosa au Japon et sur Cissus hastata à Singapour. Ailleurs, d'autres grandes familles de plantes hôtes incluent les Actinidiaceae, Araceae, Begoniaceae et Dilleniaceae.

## Répartition et habitat
Répartition
L'espèce se trouve au Sri Lanka, l'Inde (y compris les îles Andaman), au Népal et en Birmanie, à l'est en Chine et à Taiwan, Corée du Sud et le Japon, au sud-est à travers l'Asie du Sud-Est aussi loin que les petites îles de la Sonde et le Timor en Indonésie.
Habitat
Il se compose de forêts ouvertes, les lisières des forêts, des vergers, des plantations, des zones boisés, des jardins de banlieue et les parcs de ville.

## Systématique
- L'espèce Theretra clotho a été décrite par l’entomologiste britannique Dru Drury en 1773[1] sous le nom initial de Sphinx clotho.

### Synonymie
- Sphinx clotho Drury, 1773 Protonyme
- Deilephila cyrene Westwood, 1847
- Chaerocampa bistrigata Butler, 1875
- Chaerocampa aspersata Kirby, 1877
- Hathia clotho Moore, 1882 [2]

### Taxinomie
Liste des sous-espèces
- Theretra clotho clotho
- Theretra clotho vincenti Vaglia & Liyous, 2010 (Philippines)